# Arne Natland
Arne Natland (Oslo, 22 maggio 1927 – Tønsberg, 6 novembre 2009) è stato un calciatore norvegese, di ruolo difensore.

## Carriera

### Club
Natland vestì la maglia dello Skeid e dell'Eik-Tønsberg.

### Nazionale
Disputò 26 partite per la Norvegia. Esordì il 19 giugno 1949, in occasione della sconfitta per 1-3 contro la Jugoslavia. Il 18 settembre 1960, giocò la sua 25ª partita in Nazionale, che coincise con una vittoria per 3-1 contro la Svezia. Ricevette così il Gullklokka.

## Palmarès

### Individuale
- Gullklokka

1960